# Sota sospita
Sota sospita (títol original: Still of the Night) és una pel·lícula estatunidenca de Robert Benton estrenada l'any 1982. Ha estat doblada al català.

## Argument
Un antiquari i curador en una sala de vendes de Nova York, George Bynum, és trobat degollat en el seu cotxe. Des de fa alguns anys, Bynum era el client del psiquiatre Sam Rice, al qual li havia parlat de la seva connexió amb Brooke Reynolds, una misteriosa jove que havia contractat com ajudant. Li havia també explicat un malson on es veia amenaçat en una casa estranya, per una noieta i per una dona. Mentre que les sospites de l'inspector Vitucci el porten a Brooke, Rice està dividit entre una certa desconfiança cap a la jove i l'interès apassionat que experimenta per ella.

## Repartiment
- Roy Scheider: el metge Sam Rice
- Meryl Streep: Brooke Reynolds
- Jessica Tandy: Grace Rice
- Joe Grifasi: Joseph Vitucci
- Sara Botsford: Gail Philips
- Josef Sommer: George Bynum
- Frederikke Borge: Heather Wilson

## Al voltant de la pel·lícula
- Meryl Streep retroba el director Robert Benton tres anys després de Kramer contra Kramer.